# Mo Cowan
William Maurice Cowan dit Mo Cowan, né le 4 avril 1969 à Yadkinville (Caroline du Nord), est un homme politique américain membre du Parti démocrate. Le 30 janvier 2013, il est choisi par le gouverneur du Massachusetts Deval Patrick pour remplacer John Kerry au Sénat des États-Unis, alors que celui-ci est nommé secrétaire d'État des États-Unis.

## Nomination au Sénat
Le 21 décembre 2012, le président Obama désigne le sénateur John Kerry comme le futur chef de la diplomatie américaine. Dès lors, les rumeurs vont bon train sur le nom de son hypothétique remplaçant au Sénat. L'ancien représentant Barney Frank fait même part publiquement de son envie d’être nommé, une pétition en ligne est même créée dans ce sens. Pressé par les membres de son parti de choisir un remplaçant, le gouverneur refuse de le faire tant que Kerry n'est pas confirmé par un vote du Sénat. Il indique également que la personnalité qu'il nommera s'engagera à ne pas être candidate à l’élection anticipée destinée à pourvoir à la vacance du siège de sénateur.
Le 30 janvier 2013, après la confirmation par le Sénat de John Kerry, Deval Patrick désigne son ancien chef de cabinet Mo Cowan comme nouveau sénateur. Cowan prête serment le 1er février devant le vice-président Joe Biden, étant alors le deuxième sénateur afro-américain du Massachusetts après Edward Brooke de 1967 à 1979.
Son mandat prend fin cinq mois plus tard, le 16 juillet, date de l'entrée en fonction d'Ed Markey, vainqueur de l'élection partielle du 25 juin précédent.